# Oz (serial telewizyjny)
Oz – amerykański serial telewizyjny produkowany w latach 1997-2003 przez stację telewizyjną HBO przez Toma Fontanę, który także współtworzył scenariusz wszystkich 56 odcinków (zrobił także tatuaż OZ filmowany na potrzeby czołówki). Był to pierwszy całogodzinny serial wyprodukowany przez HBO. Premierowy odcinek Oz wyemitowano 12 lipca 1997. Nakręcono 6 sezonów. Ostatni odcinek nadano 23 lutego 2003. Zdjęcia kręcono w Nowym Jorku a następnie w New Jersey.

## Fabuła
"Oz” jest potocznym określeniem Oswald State Correctional Facility, wcześniej Oswald State Penitentiary, fikcyjnego więzienia o zaostrzonym rygorze. Nazwa jest odniesieniem do klasycznego filmu Czarnoksiężnik z Oz, który spopularyzował frazę: „There's no place like home” (pol. „Nie ma jak w domu”). Dla kontrastu motto serialu to: „It's no place like home” (pol. „Tu nie jest jak w domu”).
Większość wątków rozgrywa się w „Emerald City” (pol. „Szmaragdowe miasto”), także znanego z Czarnoksiężnika z Oz. W tej eksperymentalnej jednostce, kierownik Tim McManus, próbuje kłaść nacisk na rehabilitację i edukację więźniów, zamiast karać. Emerald City jest mocno kontrolowane ze względu na fakt, że w jego skład wchodzą przedstawiciele różnych grup społecznych, między którymi dochodzi do napięć.
W skład obsady wchodzą m.in. Christopher Meloni, Ernie Hudson, Adewale Akinnuoye-Agbaje, Harold Perrineau Jr., Eamonn Walker, Rita Moreno, John Lurie, Terry Kinney, Betty Buckley, Kathryn Erbe, Lee Tergesen, BD Wong, J.K. Simmons, Dean Winters, Scott William Winters, Kirk Acevedo, Erik King, Evan Seinfeld, David Zayas, Lauren Vélez, oraz Edie Falco.
W serialu pojawiali się także Eric Roberts, Joyce Van Patten, Method Man, Luke Perry, Master P, Treach, LL Cool J, Rick Fox, Dana Ivey oraz Peter Criss.

## Styl
Narratorem serialu jest jeden z więźniów, niepełnosprawny Augustus Hill, były handlarz narkotyków skazany za morderstwo. Sparaliżowany od pasa w dół, jeżdżący na wózku inwalidzkim, pojawia się w surrealistycznych scenach, które albo stanowią tło dla odcinka bądź wprowadzają nowe postacie. Narracja Augustusa przełamuje  czwartą ścianę, odnosi się wtedy bezpośrednio do widzów. Pojawia się on także w zwykłych scenach ukazując jego relacje z innymi skazanymi (w tych scenach nie jest świadomy „publiczności”).

## Obsada
Obsada w kolejności alfabetycznej.

### Postaci główne
- Kirk Acevedo jako latynoski skazaniec Miguel Alvarez (sezony 1–6)
- Adewale Akinnuoye-Agbaje jako skazaniec i szef gangu Simon Adebisi, (sezony 1–4)
- Ernie Hudson jako Naczelnik Leo Glynn (seasons 1–6)
- Terry Kinney jako kierownik Emerald City Tim McManus (sezony 1–6)
- Rita Moreno jako psychiatra więzienia siostra Peter Marie Reimondo (sezony 1–6)
- Harold Perrineau Jr. jako skazaniec i narrator Augustus Hill (sezony 1–6)
- J.K. Simmons jako skazaniec i lider Aryjskiego Bractwa Vernon Schillinger (sezony 1–6)
- Lee Tergesen jako skazaniec, były prawnik Tobias Beecher (sezony 1–6)
- Eamonn Walker jako skazaniec, nabożny muzułmanin Kareem Saïd (sezony 1–6)
- Dean Winters jako irlandzki skazaniec Ryan O'Reily (sezony 1–6)

### Postaci poboczne
- Mason Adams jako ojciec Jaza Hoyta. Jego ostatnia rola (sezon 6)
- Mary Alice jako Eugenia, matka Augustusa Hilla (sezon 5)
- Tom Atkins jako  Wilson Loewen (sezon 6)
- Betty Buckley jako Suzanne Fitzgerald, matka Ryana O'Reily (sezony 4–6)
- Robert John Burke jako agent FBI Pierce Taylor (sezony 4–6)
- Bobby Cannavale jako the Latino skazaniec Alonzo Torquemada (sezon 6)
- Reg E. Cathey jako kierownik Emerald City Martin Querns, (sezony 4 i 6)
- Anthony Chisholm jako szef gangu Burr Redding (sezony 4–6)
- Kevin Conway jako Seamus O'Reily (sezony 4–6)
- John Doman jako pułkownik marynarki wojennej Edward Galson (sezon 4)
- Kathryn Erbe jako skazana na śmierć Shirley Bellinger, (sezony 3–4 i 6)
- Edie Falco jako strażniczka Diane Wittlesey (sezony 1–3)
- Rick Fox jako gracz koszykówki Jackson Vahue (sezony 4 i  6)
- Joel Grey jako skazaniec Lemuel Idzik (sezon 6)
- Luis Guzmán jako skazaniec i szef gangu latynosów Raoul „El Cid” Hernandez (sezony 3–4)
- Taylor Harrison jako skazaniec T.J. (sezon 1)
- Željko Ivanek jako gubernator James Devlin (sezony 1–6)
- Dana Ivey jako Patricia Nathan (sezon 4)
- David Johansen jako Eli Zabitz (sezon 4)
- Simon Jones jako sędzia Mason Kessler (sezony 4 i 6)
- Olek Krupa jako zabójca Yuri Kosygin (sezon 4)
- Leon Robinson jako skazaniec Jefferson Keane, (sezon 1)
- Gavin MacLeod jako kardynał Frances Abgott, (sezon 4)
- Mark Margolis jako skazaniec i szef mafii Antonio Nappa, (sezon 3)
- John McMartin jako Lars Nathan (sezon 3)
- Christopher Meloni jako kochanek Beechera Chris Keller (sezony 3–6)
- George Morfogen jako stary skazaniec Bob Rebadow (sezony 2–6)
- Tony Musante jako skazaniec i szef mafii Nino Schibetta (sezon 1)
- Brian F. O’Byrne jako irlandzki skazaniec Padraig Connolly (sezon 4)
- Austin Pendleton jako William Giles (sezony 3–5)
- Luke Perry jako ksiądz Jeremiah Cloutier (sezony 4–5)
- Joyce Van Patten jako Sarah Rebadow siostra Boba Rebadowa (sezon 5)
- Lauren Vélez jako lekarz więzienny Gloria Nathan (sezony 2–6)
- Sean Whitesell jako skazaniec Donald Groves (sezon 1)
- Scott William Winters jako Cyril O'Reily (sezony 3–6)
- BD Wong jako ojciec Ray Mukada (sezony 1–6)
- Michael Wright jako ćpun Omar White (sezony 4–6)

## Nagrody

### Satelity
1999
- Złoty Satelita - Najlepszy aktor w serialu dramatycznym  Ernie Hudson
- Złoty Satelita - Najlepszy serial dramatyczny

### Amerykańska Gildia Scenarzystów
2013
- Lista 101 najlepiej napisanych seriali wszech czasów - 101. miejsce[1]